# シネマこんぷれっくす!
『シネマこんぷれっくす！』は、ビリーによる日本の漫画。『月刊ドラゴンエイジ』（KADOKAWA・富士見書房ブランド）にて、2017年5月号から2020年11月号まで連載された。また、完結後には作者のSNSで発表されていた次回予告やコミック発売の宣伝告知漫画、単行本未収録の書店特典に書き下ろしを加えた「シネこんの告知のマンガのまとめ」が同人誌として刊行されている。高校の映画研究部を舞台に映画好きをこじらせた男女の熱い議論を描いた映研コメディ。ダ・ヴィンチとniconicoが運営する次にくるマンガ大賞2018コミックス部門第9位。
話数カウントは○本目。

## あらすじ
梁木学園（はりもくがくえん）の新入生で映画大好きな少年「熱川鰐人」は映画に出てくるような熱い青春を送ることを決意していたが、部員不足で同好会への格下げ寸前となっていた学園一の変人の集まる映研（通称・死ね部）に入部してしまう。仕方ないので学生映画を制作し文化祭で発表することを目標とするがうやむやになり、変人な先輩たちと日々映画議論を繰り広げる。

## 登場人物

### 映研部員
熱川 鰐人（あたがわ がくと）
映研の1年生。好きな映画はアクション・青春もの。映研の先輩で変人な女性3人の相手をする日々を送る。言動はバカっぽいが成績は学年一位。名前の由来は熱川バナナワニ園。
黒澤 天喜（くろさわ あき）
映研の2年生。好きな映画は黒澤映画。ラブロマンスも好きだが周囲には隠している。クォーターで虹彩が薄く強い光に弱いため常にサングラスをかけている。スレンダーな体形でサングラスを外すと美人。とにかくノリがウザい変人で奇行が多く同級生からは迷惑がられている。スポーツ万能で演劇や楽器演奏もこなすなど多才だが勉強は苦手。作者は「究極超人あ～るの鳥坂先輩っぽいキャラクターにした」と述べている。
花村 瑞月（はなむら みつき）
映研の2年生。好きな映画はカンフー映画でジャッキー映画の8割は見ている。1年の時文化祭のミスコンで優勝した美人でバスト88の巨乳。底抜けに明るい性格でアッパラパーだが一夜漬けで成績上位に居るくらい覚えは良い。馬鹿力で口が悪くすぐに手が出る。
宮川 一子（みやかわ いちこ）
映研の2年生。好きな映画はB級映画、というよりさらに出来の悪いZ級映画なクソ映画ハンター。人見知りで恥ずかしがり。成績優秀でガリ勉タイプの男子からマドンナ扱いされており、アプローチしてくる男子に自分の好きな映画（＝クソ映画）を勧めて多くの廃人を生み出している。長身のスリム体型。運動は苦手で超非力。シスコンな弟・二郎といたずら好きな祖母・ソゼがいる。
祝 厳鉄（いわい がんてつ）
映研の3年生。好きな映画はSF。小柄、小太り、目が隠れるほどのボサボサ髪、無精髭で警察にホームレスに間違われたこともある。鰐人を言いくるめて映研に入部させた。よくコスプレをする。
小津 安（おず あん）
1年生。鰐人のクラスメイトで席は後ろ。成績優秀だが授業中に映画ばかり見ている鰐人に学業で負けていることにイライラしているうちに意識するようになり、死ね部に出入りするようになる。映画オタクではないがそれなりの知識は持っており、時折議論に参加する。小柄だが巨乳。1年時の文化祭後に映研に入部した。
岡本 喜七（おかもと ゆきな）
映研の新1年生（鰐人たちの一年後輩）。若干押しに弱い所がある。本人曰く一般女子だが映研の変人を「少々変わってるがいい人」と言えるくらいにはズレている。
宮川 二郎（みやかわ じろう）
映研の新1年生。一子の弟。寡黙なイケメンだがシスコン。
黒澤 ララ（くろさわ らら）
新1年生。天喜の妹。いつも部室に顔を出しているが部員ではない。周囲にはバレバレなのだが映画に詳しいことをひた隠しにしている。髪型とやや小柄な事を除けば姉そっくりで中学生時代の彼女に出会った鰐人は天喜と間違えている。

### その他
御池 貴子（みいけ きこ)
鰐人や小津のクラスメイトで友人。隠れアニメオタクだったがクラスのオタク男子と口論したことで趣味を晒してしまった。
山田 曜（やまだ よう）
片目を前髪で隠したヤンキー風の女子生徒。鰐人や小津のクラスメイトで友人。映画館でアルバイトしている。鈍いようで実は気遣いができる性格。
風花咲 欣乃（ふかさく よしの）
生徒会長。好きな映画はヤクザ映画。呉に本部を置く関西最大の極道、「風花咲会」会長の孫娘。普段はお嬢さん口調だが感情が高ぶったり緊張したりすると極道口調になる。プロレス好きで黒澤と互角に渡り合える。自分に臆さず接する鰐人を気に入る。
千葉 真琴（ちば まこと）
空手部所属。落ち着きのある大人びた性格。映研に対しては当初はほかの生徒たち同様良い印象を持っていなかったが、怪我で部員が足りなくなってしまった大会への助っ人を花村に頼んだのがきっかけで仲良くなる。

## その他
- 主人公たちの通う高校は変わった部活がたくさんあり「クールランニング部」「チェスボクシング部」「シックスセンス部」「ブズカシ部」「馬上槍試合部」などが存在している。
- 校歌の作詞作曲は「捨文 洲昼獏（すてぶん すぴるばく）」とクレジットされている。

## 書誌情報
- ビリー『シネマこんぷれっくす！』 KADOKAWA〈ドラゴンコミックスエイジ〉、全6巻
  1. 2017年12月9日発売[6]、ISBN 978-4-04-072533-8
  2. 2018年10月9日発売[7]、ISBN 978-4-04-072911-4
  3. 2019年5月9日発売[8]、ISBN 978-4-04-073153-7
  4. 2019年10月9日発売[9]、ISBN 978-4-04-073359-3
  5. 2020年5月9日発売[10]、ISBN 978-4-04-073651-8
  6. 2021年1月9日発売[11]、ISBN 978-4-04-073939-7